# Auenstein (Ilsfeld)
Auenstein ist ein Ortsteil der Gemeinde Ilsfeld im Landkreis Heilbronn in Baden-Württemberg.

## Geographie
Auenstein liegt zwei Kilometer östlich von Ilsfeld im Mündungsdreieck des von Osten kommenden Abstetter Bachs in die südwestlich fließende Schozach und dicht am flussabwärts folgenden Westknick der Schozach, nachdem sie den von Norden zufließenden Gruppenbach aufgenommen hat. Die neueren Ortsteile liegen ostwärts am Fuße des Abhangs der südlichen Löwensteiner Berge, höher am Berg wird Wein angebaut. Auf halber Höhe jenseits der Weinberge liegt der zugehörige Weiler Helfenberg, im Süden der ebenfalls zu Auenstein zählende Weiler Abstetterhof, beide sind rund 2 km entfernt. Im Nordosten liegt deutlich näher der namengebende Hauptort der Gemeinde Abstatt, dessen Peripherie die von Auenstein im Osten berührt.

## Geschichte

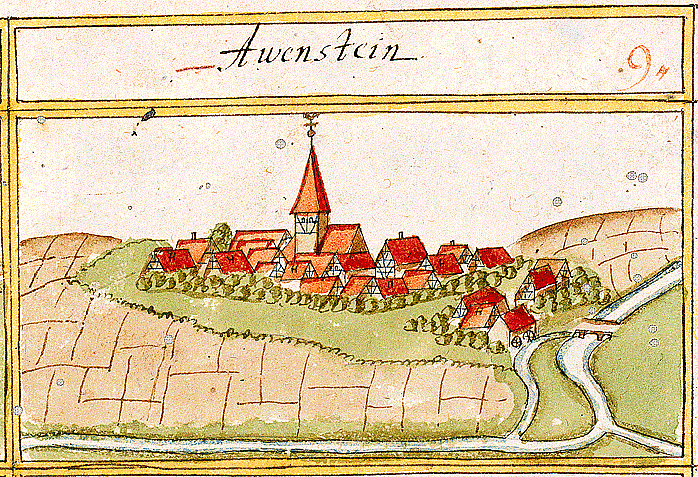
Auenstein in den Forstlagerbüchern Andreas Kiesers (1686)

Der Ort wird erstmals 1245 als „Osthem“ erwähnt. Im Laufe der Jahrhunderte hat sich diese Bezeichnung über Osthem, Ousten, Ouenstein zum heutigen Auenstein gewandelt. Orte mit der Endsilbe -heim sind in aller Regel der frühen fränkischen Zeit zuzuordnen, so dass Ostheim also wohl im 6./7. Jahrhundert gegründet wurde.
Das örtliche Namensensemble aus Ostheim (2½ km östlich von Ilsfeld), Westheim (heute Neckarwestheim – 4 km westlich von Ilsfeld) und Talheim (5 km talabwärts im Nordwesten von Ilsfeld) spricht dafür, dass diese Orte als Vorwerke des Ilsfelder Königshofes gegründet wurden, der damals das Zentrum des Schozachgaues war. Erstmals in einer Urkunde erwähnt wird Osthem im Jahre 1240 in der Zeit der Staufer. Nachdem diese im 13. Jahrhundert die Burg Helfenberg erbauten, wurde Auenstein nicht dem Helfenberger Ritter unterstellt, sondern blieb freies Reichsdorf. 1350 kam Auenstein mit Beilstein zu Württemberg.
1935 kam der ursprünglich zu Winzerhausen zählende Weiler Abstetterhof zu Auenstein, da ihn wirtschaftlich mehr mit Auenstein als mit Winzerhausen verband. 1939 wurden 808 Einwohner gezählt, Ende 1945 waren es 886. Nach dem Zweiten Weltkrieg nahm auch die Gemeinde Auenstein durch neue Wohn- und Gewerbegebiete einen raschen Aufschwung. Bei der Gemeindereform haben sich die Gemeinden Auenstein und Ilsfeld am 31. Dezember 1973 zur neuen Gemeinde Ilsfeld zusammengeschlossen. Heute leben in Auenstein rund 2000 Einwohner.

## Religion
Auenstein war in früher Zeit eine Filiale von Ilsfeld. Eine Kapelle St. Jakob wurde 1453 erstmals erwähnt. Nach der Reformation erhielt Auenstein einen eigenen Pfarrer. Der Ort ist überwiegend evangelisch geprägt. Die heutige evangelische Kirchengemeinde Auenstein gehört zum Kirchenbezirk Marbach der Evangelischen Landeskirche in Württemberg.

## Wappen
In Silber zwei schräggekreuzte schwarze Doppelhaken (Wolfsangeln).
Das älteste bekannte Siegel mit der Umschrift: +SIGILUM.AVENSTEIN stammt aus dem Jahre 1754 und zeigt zwei schräggekreuzte Doppelhaken. Die Doppelhaken, auch als Wolfsangeln oder Wolfshaken bezeichnet, sind vermutlich ein altes Fleckenzeichen von Auenstein. Die Wappen- und Flaggenfarben sind Schwarz-Weiß.

## Sehenswürdigkeiten

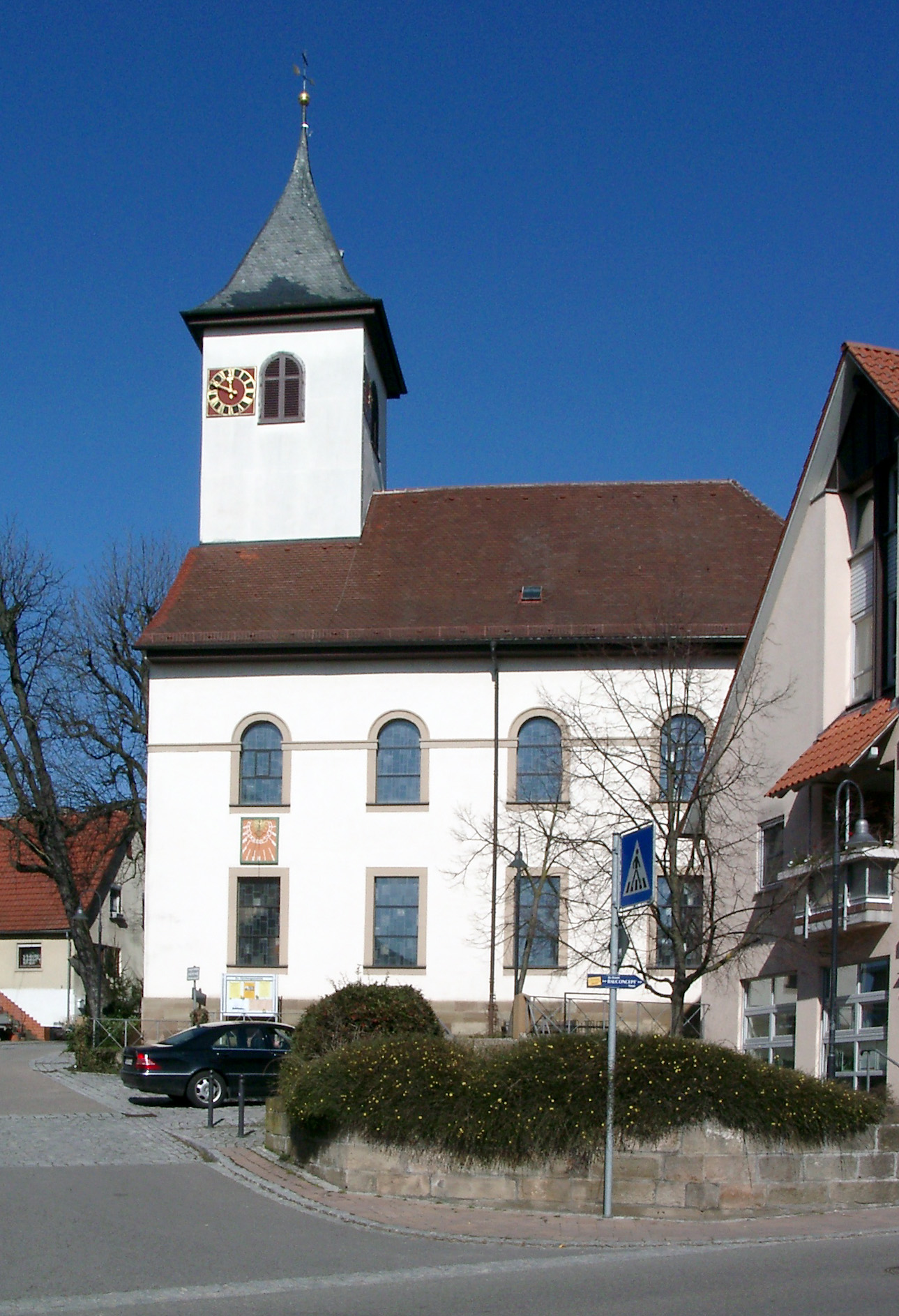
Evangelische Jakobuskirche

### Evangelische Jakobuskirche
Sie wurde 1832 anstelle eines älteren Vorgängerbauwerks als Querkirche im Kameralamtsstil mit Dreiseitenempore und Ausrichtung auf die Nordkanzel errichtet. Über dem Westportal erhebt sich ein Dachreiter. Für die Nordfenster beidseits der Kanzel schuf der Künstler Rudolf Yelin d. J. 1932/36 farbige Bleiglasfenster mit biblischen Szenen und Zitaten (links: Kreuztragung, Kreuzabnahme, Auferstehung; rechts: Abendmahl, Gethsemane, Dornenkrönung), eine Stiftung des USA-Auswanderers Friedrich Käser. Sie wurden Ende der 1960er Jahre, sehr zum Ärger des Künstlers, durch Klarverglasung ersetzt. Kriegsschäden von 1945 konnten im Folgejahr beseitigt werden. 1948 wurde unter Verwendung des schmuckvollen Barockgehäuses des Rückpositivs der Vorgängerkirche eine neue Orgel der Ludwigsburger Orgelbaufirma Walcker eingebaut und 2004 von Orgelbaumeister Kopetzki aus Steinheim renoviert. Bei der Innenrenovierung 1968/69 wurde die historische Raumkonzeption einer Querkirche zur Längskirche mit Entfernen der Süd- und Ostempore, neuer Ausrichtung auf Altar und Kanzel vor der nun zugemauerten, fensterlosen Ostwand verändert: Der Stuttgarter Künstler Christian Oehler (1909–1986) schuf dort die beiden Betonglasfenster „Leid, Kreuz, Auferstehung“ und „Taufe“. Architekt Hans Schäfer (1933–2016; Ilsfeld) hat 1989 die Außen- und 1997 die Innenrenovierung besorgt, Architekt Schieckel aus Auenstein 2004 den Kirchenanbau im Norden. An der Kirchenmauer ist der Grabstein eines Freiherrn von Gaisberg von 1813 erhalten.

### Rathaus
Das Auensteiner Rathaus wurde 1766 vom Gastwirt des gegenüberliegenden Gasthauses Krone, dem Schultheißen Kreh, erbaut und wird nach einem weiteren Vorbesitzer, dem Schultheißen Keppler, auch Kepplersches Haus genannt. Als Rathaus diente das barocke Gebäude von 1952 bis zum Zusammenschluss mit Ilsfeld 1973, seitdem ist es Verwaltungsstelle. Ein älteres Rathaus befand sich als Anbau an einem 1985 abgerissenen Keltergebäude am Platz der heutigen Volksbank, in deren Fassade zwei alte Wappensteine eingelassen sind. Der Ort weist außerdem mehrere historische Fachwerkgebäude und ein altes Backhaus auf.

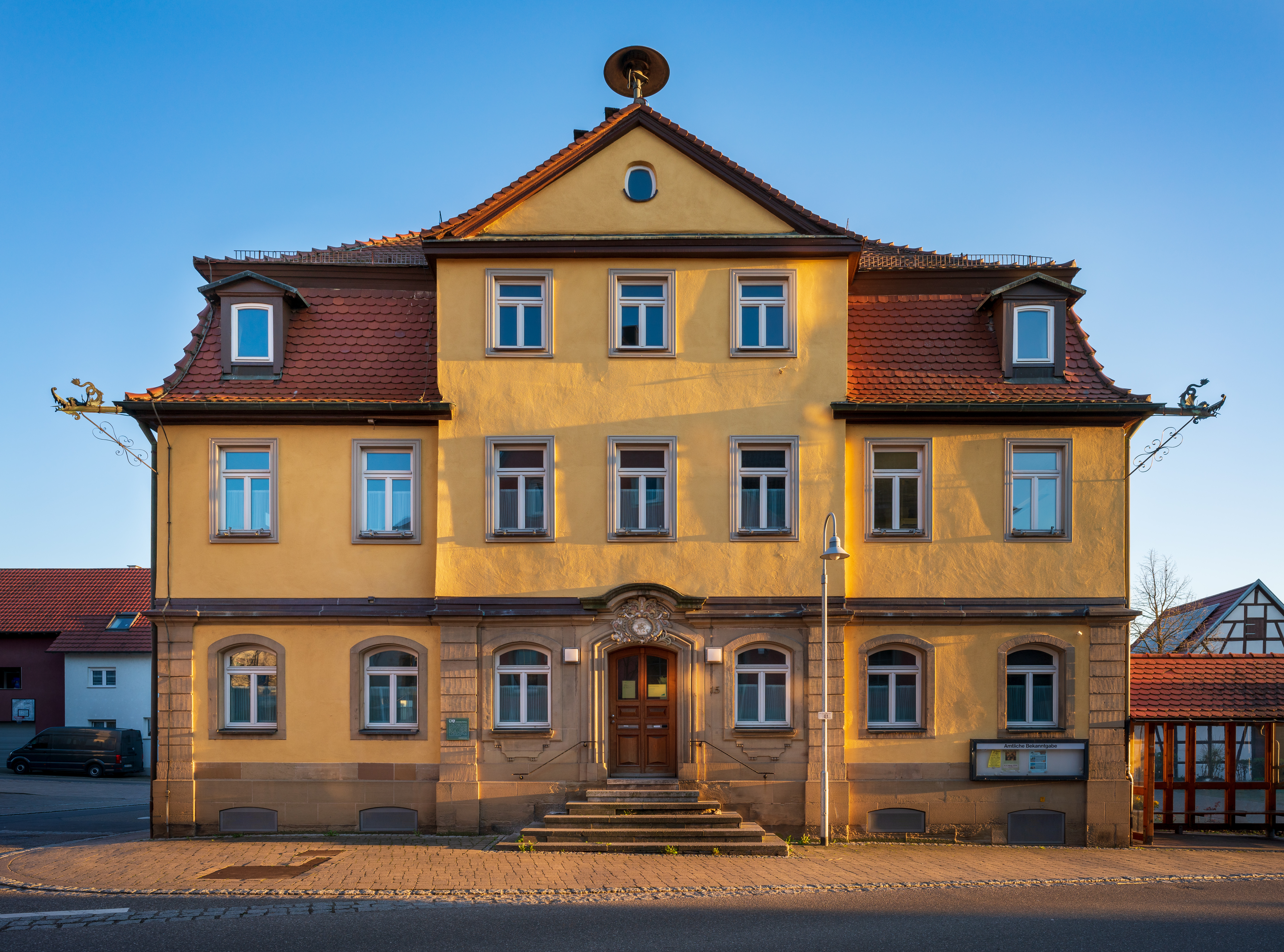
Rathaus
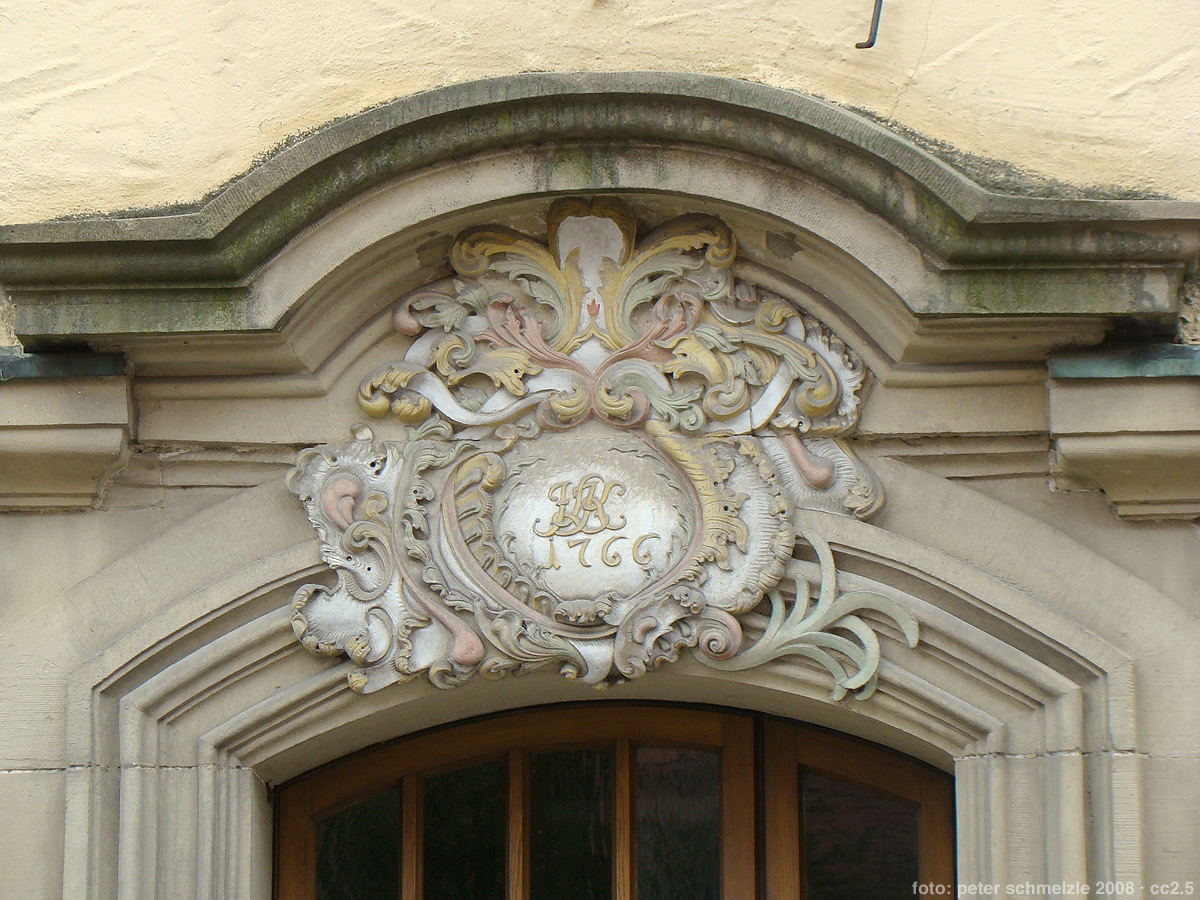
Rathausportal
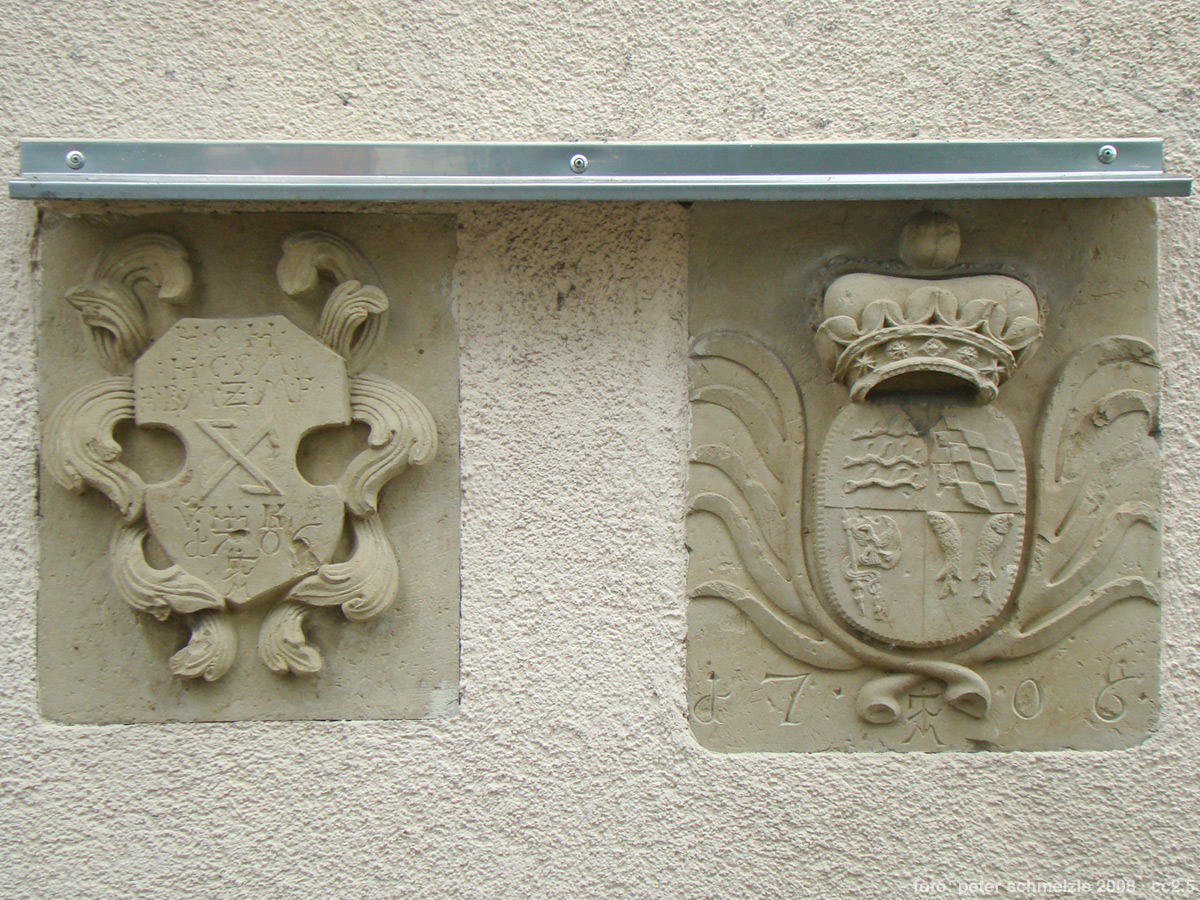
Wappensteine an der Volksbank
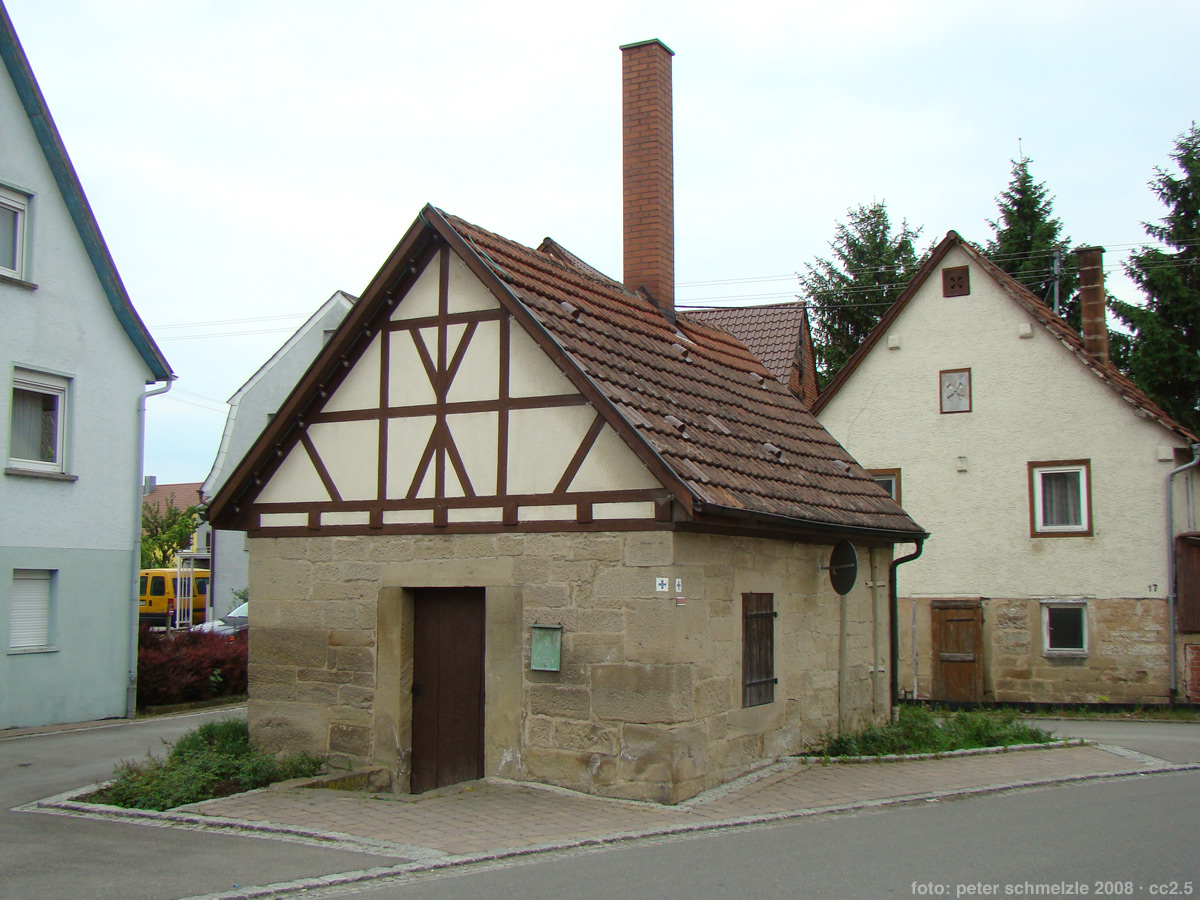
Backhaus
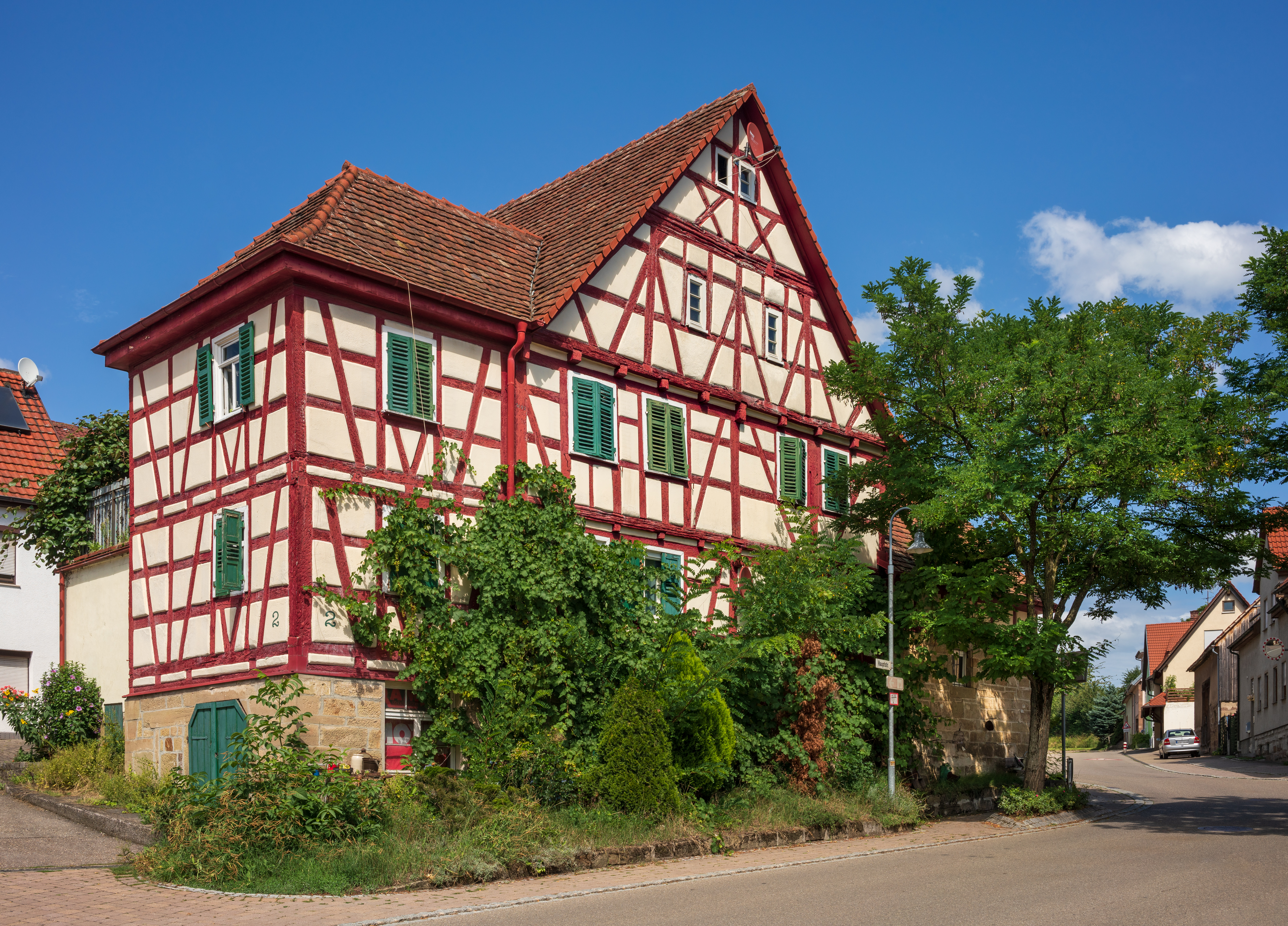
Fachwerkgebäude
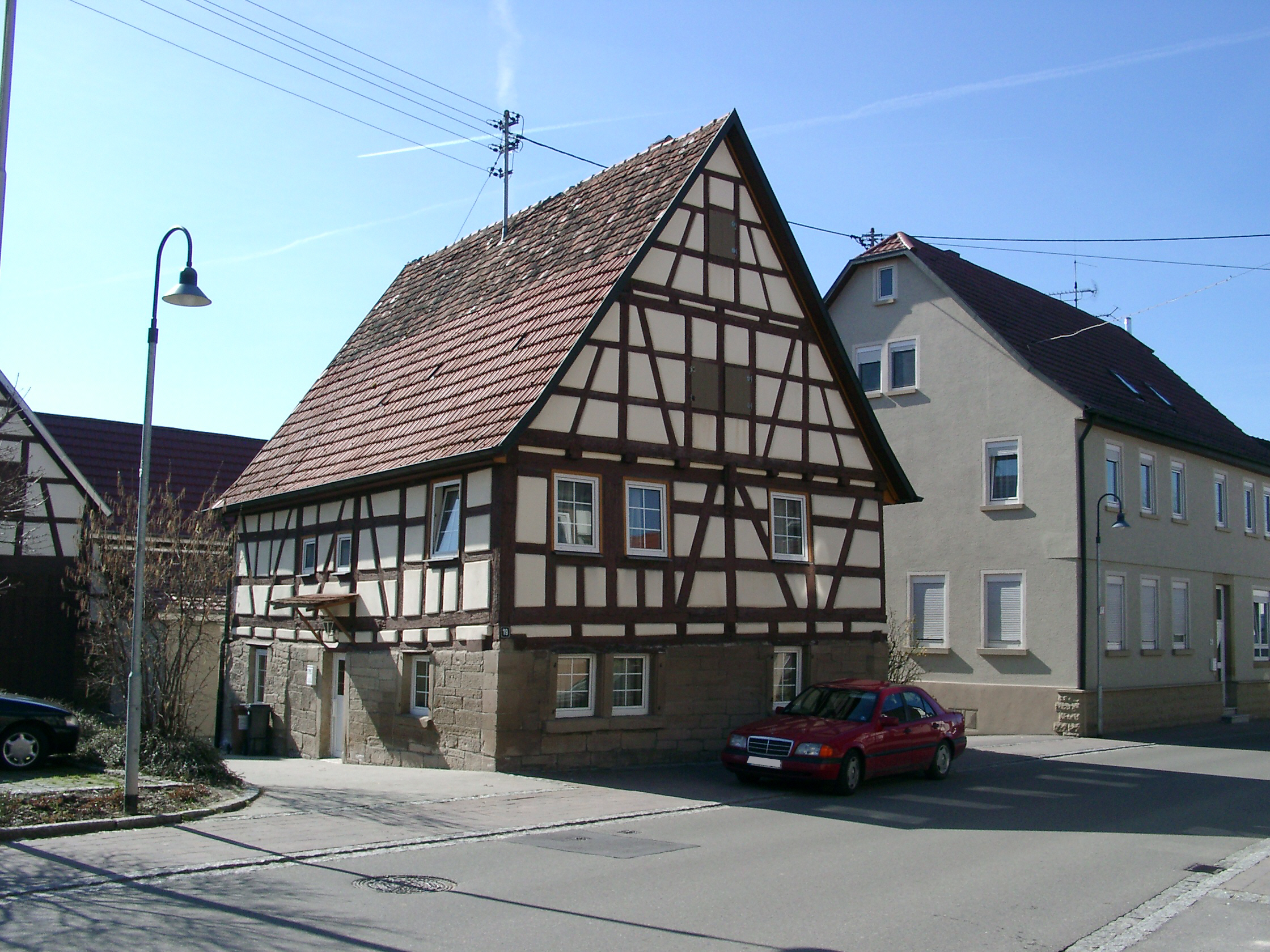
Fachwerkgebäude

## Verkehr
Auenstein liegt direkt an der Bundesautobahn 81, Ausfahrt Ilsfeld. Mit Ilsfeld, Abstatt und Beilstein ist Auenstein durch Landesstraßen verbunden.
Auenstein verfügte von 1899 bis 1968 über einen Bahnhof an der Bottwartalbahn, der Schmalspurstrecke von Marbach am Neckar nach Heilbronn Süd. Die Königlich Württembergischen Staats-Eisenbahnen erbauten das Bahnhofsgebäude als Einheitsbahnhof vom Typ IIa. Die Trasse dient nach Demontage der Gleise heute größtenteils dem Alb-Neckar-Radweg (Eberbach–Ulm).

## Sport
Seit dem Jahr 2009 werden jährlich die Auensteiner Radsporttage ausgetragen.

## Persönlichkeiten
- Ch. G. Bäuerle, Schulmeister, wurde 1834 zum Ehrenbürger von Auenstein ernannt
- Johann Christian Hirzel (1778–1834), württembergischer Oberamtmann
- Otto Mangold (1891–1962), Zoologe; geboren in Auenstein
- Johann Adam Schlipf (1796–1861), Landwirtschaftsfachmann; geboren in Auenstein